# Eric Miller
Eric Miller (Jacksonville, Florida; 15 de enero de 1993) es un futbolista profesional estadounidense que juega como defensa en el club Portland Timbers de la Major League Soccer.

## Carrera en el club

### Carrera Professional
Nacido en Jacksonville (Florida) y criado en Woodbury (Minnesota), Miller empezó a jugar al fútbol en el Bangu Tsunami y en la Minnesota Thunder Academy. En 2011, Miller ganó el premio Gatorade al Jugador del Año y el Mr. de fútbol del estado de Minnesota tras marcar 16 goles y conseguir 15 asistencias en su último año en el instituto Woodbury High School. A continuación, se fue a la Universidad de Creighton, donde jugó con los Creighton Bluejays. También jugó durante dos temporadas con los Portland Timbers sub-23 en la USL League Two.

### Montreal Impact
Miller fue drafteado por el Montreal Impact (actualmente conocido como C. F. Montréal) de la Major League Soccer en el MLS SuperDraft de 2014 con la quinta elección de la primera ronda. Debutó como profesional con el Impact el 8 de marzo de 2014 contra el FC Dallas.

### Colorado Rapids
En febrero de 2016, Miller fue traspasado a Colorado Rapids a cambio de una selección de primera ronda en el SuperDraft de la MLS de 2018 y dinero de la asignación general.

### Minnesota United
Miller, así como 50.000 dólares en dinero de asignación general, fue traspasado de Colorado a Minnesota el 1 de mayo de 2018. Colorado recibió a cambio a Sam Nicholson y un puesto internacional.

### NYCFC
Miller fue traspasado del Minnesota United al New York City FC el 29 de julio de 2019 por 50.000 dólares en concepto de General Allocation Money.

### Nashville SC
El 26 de noviembre de 2019, Miller fue seleccionado por Nashville SC en el MLS Re-Entry Draft 2019.

### Portland Timbers
El 25 de febrero de 2023, Miller firmó como agente libre con los Portland Timbers.

## Selección nacional
En enero de 2016, Miller recibió su primera convocatoria con la selección absoluta de Estados Unidos para los amistosos contra Islandia y Canadá.

## Vida privada
Miller mantiene una relación con Kassey Kallman desde 2009. Se casaron a finales de 2018.

## Clubes
| Club                 | País                    | Año       |
| -------------------- | ----------------------- | --------- |
| Montreal Impact      | Canadá · Estados Unidos | 2014-2015 |
| FC Montréal (cedido) | Canadá                  | 2015      |
| Colorado Rapids      | Estados Unidos          | 2016-2018 |
| Minnesota United     | Estados Unidos          | 2018-2019 |
| New York City        | Estados Unidos          | 2019      |
| Nashville            | Estados Unidos          | 2020-2022 |
| Portland Timbers 2   | Estados Unidos          | 2023-2024 |
| Portland Timbers     | Estados Unidos          | 2023-act. |

## Honores
Montreal Impact
- Canadian Championship: 2014